# Zhu (hudebník)
Steven Zhu (* 22. dubna 1989 San Francisco), v hudebním světě více známý pod přezdívkou ZHU je čínsko-americký elektronický muzikant a zpěvák, aktivní od roku 2014 a vydávající u nahrávacích společností Mind Of a Genius Records a Columbia Records, dále je jedním z mála hudebníků, jenž chtějí aby jej ostatní posuzovali podle jejich tvorby, nikoliv podle jich samotných. Začátkem roku 2014 vyšla jeho první a dosud nejúspěšnější píseň Faded, která se v několika zemích světa dostala na vrchol hitparád. 29. července 2016 nakonec vyšlo debutové album Generationwhy, které obsahuje písně jako Working For It, In The Morning nebo Generationwhy.

## Diskografie

### Studiová Alba
- 2016 Generationwhy
- 2018 Ringos Desert

### Významné skladby
- 2014 Faded
- 2015 Automatic (s AlunaGeorge)
- 2015 Working For It (s Skrillex a THEY.)
- 2016 In The Morning (samostatně/s Kaskade)
- 2016 Generationwhy
- 2016 Palm of My Hand
- 2016 Hometown Girl
- 2017 Nightcrawler
- 2017 Intoxicate
- 2017 Dreams (s NERO)
- 2017 Chasing Marrakech
- 2017 Stardust
- 2017 Exhale
- 2017 / 2018 Waters Of Monaco (spolupráce s firmou Adidas China) [Jako singl oficiálně vydán pouze v Číně 20.10.2017, celosvětově vydán jako součást alba Ringos Desert 7.9.2018]
- 2018 Blame (s Ekali)
- 2018 My Life (s Tame Impala)
- 2018 Desert Woman
- 2018 Still Want U (s Karnaval Blues)
- 2018 Stormy Love, NM. (s JOY)
- 2018 Provocateur
- 2018 Save Me
- 2018 Coming Home (s Majid Jordan)
- 2019 Mi Rumba (s Sofi Tukker)

### Polovydané a nevydané skladby
- 2016? Open Up
- 2016? Higher Love
- 2018 Jet, The Doberman (singl byl vypuštěn oficiálně pouze na službu Soundcloud, ze které byl krátce po vypuštění odebrán)

### Remixy
- 2017 Migos feat. Lil Uzi Vert – Bad and Boujee (ZHU Remix)
- 2017 Gorillaz – Andromeda (ZHU Remix)
- 2017 Portugal. The Man – Feel It Still (ZHU Remix)
- 2018 CamelPhat & Elderbrook – Cola (ZHU Remix)
- 2018 Calvin Harris & Dua Lipa – One Kiss (ZHU Remix)

### Nevydané remixy
- 2016 Faithless – Insomnia [ID (ZHU) Remix]
- 2017 Michael Jackson – Thriller (ZHU Remix)